# Lac Elizabeth
Pour les articles homonymes, voir Elizabeth.
Le lac Elizabeth (en anglais : Elizabeth Lake) est un lac américain du comté de Tuolumne, en Californie. Il est situé à 2 850 mètres d'altitude au sein de la Yosemite Wilderness, dans le parc national de Yosemite.